# قائمة إصدارات الطوابع في أوكرانيا لسنة 1995
هذه قائمة الطوابع البريدية التي أصدرها البريد الأوكراني للتداول في عام 1995.
في الفترة من 28 يناير إلى 27 ديسمبر 1995، أصدر 26 طابعًا بريديًا، بما في ذلك 23 طابعًا تذكاريًا وثلاثة طوابع قياسية من الإصدار الرابع (مع فهرس الحروف بدلاً من الفئات). غطت موضوعات الطوابع التذكارية الفنية ذكرى التواريخ الهامة والأحداث وذكريات الشخصيات الثقافية البارزة وغيرها. دمج إحدى عشر طابعًا تذكاريًا في أربع سلاسل:
- "أضواء على رواد الأدب الأوكراني" (4 طوابع)
- "الكتاب الأحمر لأوكرانيا" (طابعان)
- "شعارات النبالة لمدن أوكرانيا" (طابعان)
- "هيتمان أوكرانيا" (3 طوابع).

طرحت طوابع بريدية للتداول بقيمة:
- 1000 كاربوفانيتس
- 3000 كاربوفانيتس
- 5000 كاربوفانيتس
- 10000 كاربوفانيتس
- 30000 كاربوفانيتس
- 40000 كاربوفانيتس
- 50000 كاربوفانيتس
- 100000 كاربوفانيتس

وكذلك من فئة الحروف:
- «З»
- «І»
- «К»

منذ عام 1994، عندما أصدرت أوكرانيا طوابعها البريدية التي تحمل قيمًا على شكل حروف من الأبجدية الأوكرانية، كان هذا يشير إلى نظام مؤقت للقيمة بسبب التضخم المفرط الذي كانت تعاني منه البلاد في أوائل التسعينيات بعد انهيار الاتحاد السوفيتي. فعوضا عن الأرقام التي تحدد قيمة الطابع برقم معين (مثل 10 أو 50 كوبيك)، فقد استعملت حروف أوكرانية، وهذا بسبب أن القيم متغيرة وأن هذه الحروف لم تكن تمثل قيمة ثابتة بالمعنى التقليدي. بدلاً من ذلك، كانت تمثل فئة سعرية أو تعرفة بريدية محددة في ذلك الوقت.
وهكذا فقد كان يصدر تعديل دوري نظرًا للتضخم السريع، وقد كانت قيمة هذه الفئات السعرية التي تمثلها الحروف تتغير دوريا (أسبوعيًا في بعض الأحيان) لمواكبة تقلبات سعر الصرف مقابل الدولار الأمريكي وتكاليف البريد المتزايدة. كذلك كان استخدام الحروف أسهل وأسرع من إعادة طباعة طوابع جديدة بأرقام مختلفة كل فترة قصيرة، وكان يعلن عن قيمة كل حرف بالعملة المحلية (الكاربوفانيتس الأوكراني آنذاك) دوريا. مثلا قد يمثل الطابع الذي يحمل الحرف "А" قيمة معينة للرسائل المحلية العادية، بينما يمثل الطابع الذي يحمل الحرف "Б" قيمة أعلى للرسائل المسجلة أو المرسلة إلى وجهات أبعد.
استمر استخدام هذا النظام حتى استقر الوضع الاقتصادي وأدخلت العملة الوطنية الجديدة [الإنجليزية]، (الهريفنيا الأوكرانية) (₴)، في عام 1996. بعد ذلك، بدأت الطوابع تحمل قيمًا رقمية ثابتة بالهريفنيا والكوبيك (الوحدة الأصغر للهريفنيا).
لذلك، فإن الحروف الأوكرانية على طوابع عام 1995 لم تكن مجرد رموز عشوائية، بل كانت نظامًا عمليًا مؤقتًا لتحديد قيمة الطوابع في ظل الظروف الاقتصادية الصعبة التي مرت بها أوكرانيا في تلك الفترة.
طبعت الطوابع ذات الأرقام 73 و79 و80 و92 في دار الطباعة "ديرزناك" في موسكو (روسيا)، وطبعت الطوابع الأخرى في مؤسسة "دار الطباعة الأوكراني" (كييف).
فرزت الطوابع حسب التاريخ التداول.

## قائمة الطوابع التذكارية
| التسلسل في الكتالوج | الصورة | الوصف والمصادر | القيمة                    | تاريخ طرحها للتداول | كيمة الإصدار | المصمم                   |
| ------------------- | ------ | --- | ------------------------- | ------------------- | ------------ | ------------------------ |
| رقم 73              |        | مرور 1100 سنة على تأسيس أوجهورود | 5000 كاربوفانيتس.         | 28 يناير 1995 م     | 500000       | فاسيل إيفانوفيتش دفورنيك |
| رقم 76              |        | مشاهير الأدب الأوكراني: إيفان فرانكو | 3000 كاربوفانيتس.         | 2 فبراير 1995 م     | 500000       | ر. ب. تسيسين             |
| رقم 77              |        | مشاهير الأدب الأوكراني: ليسيا أوكرينكا | 3000 كاربوفانيتس.         | 2 فبراير 1995 م     | 500000       | ر. ب. تسيسين             |
| رقم 78              |        | الذكرى السنوية المائة والخمسون لميلاد العالم الأوكراني البارز والشخصية العامة إيفان بوليوي (1845—1918)                                    | 3000 كاربوفانيتس.         | 2 فبراير 1995 م     | 300000       | ر. ب. تسيسين             |
| رقم 79              |        | الكتاب الأحمر لأوكرانيا: الطيور. شاهين Falko peregrinus                                                                                   | 5000 كاربوفانيتس.         | 15 أبريل 1995 م     | 1000000      | لوغفين                   |
| رقم 80              |        | الكتاب الأحمر لأوكرانيا: الطيور. كركي شائع Grus grus                                                                                      | 10000 كاربوفانيتس.        | 15 أبريل 1995 م     | 1000000      | لوغفين                   |
| رقم 81              |        | الذكرى المئوية لميلاد الكاتب الأوكراني البارز والشخصية العامة ماكسيم ريلسكي [الإنجليزية] (1895—1964)                                      | 50000 كاربوفانيتس.        | 15 أبريل 1995 م     | 1000000      | شتانكو                   |
| رقم 82              |        | 50 عامًا من النصر على الفاشية | 100000 كاربوفانيتس.       | 9 مايو 1995 م       | 1000000      | فاسيل إيفانوفيتش دفورنيك |
| رقم 83              |        | المركز الدولي للأطفال «مخيم آرتك [الإنجليزية]»                                                                                            | 5000 كاربوفانيتس.         | 16 يونيو 1995 م     | 1000000      | ف. ليسنياك               |
| رقم 74              |        | مشاهير الأدب الأوكراني: إيفان كوتلياريفسكي [الإنجليزية]                                                                                   | 1000 كاربوفانيتس.         | 8 يوليو 1995 م      | 500000       | ر. ب. تسيسين             |
| رقم 75              |        | مشاهير الأدب الأوكراني: تاراس شيفتشينكو                                                                                                   | 3000 كاربوفانيتس.         | 8 يوليو 1995 م      | 1000000      | ر. ب. تسيسين             |
| رقم 84              |        | سلسلة هيتمان أوكرانيا: الهيتمان كوناشيفيتش-ساهيداتشني                                                                                     | 30000 كاربوفانيتس.        | 22 يوليو 1995 م     | 1000000      | لوغفين                   |
| رقم 87              |        | شعارات النبالة للمدن الأوكرانية: لوهانسك                                                                                                  | 10000 كاربوفانيتس.        | 15 سبتمبر 1995 م    | 1000000      | ف. ف. كوزمينكو           |
| رقم 86              |        | سلسلة هيتمان أوكرانيا: الهيتمان بوهدان خميلينتسكي                                                                                         | 40000 كاربوفانيتس.        | 23 سبتمبر 1995 م    | 1000000      | لوغفين                   |
| رقم 89              |        | المعرض الوطني الثالث للطوابع البريدية "العالم الأوكراني" في مدينة لفيف                                                                    | 50000 + 5000 كاربوفانيتس. | 23 سبتمبر 1995 م    | 1000000      | فاسيل إيفانوفيتش دفورنيك |
| رقم 85              |        | سلسلة هيتمان أوكرانيا: الهيتمان إيفان مازيبا                                                                                              | 30000 كاربوفانيتس.        | 14 أكتوبر 1995 م    | 1000000      | لوغفين                   |
| رقم 90              |        | السنة الأوروبية لحفظ الطبيعة | 50000 كاربوفانيتس.        | 14 أكتوبر 1995 م    | 1000000      | فاسيل إيفانوفيتش دفورنيك |
| رقم 88              |        | شعارات النبالة للمدن الأوكرانية: تشرنيغوف                                                                                                 | 10000 كاربوفانيتس.        | 22 أكتوبر 1995 م    | 1000000      | ف. ف. كوزمينكو           |
| رقم 91              |        | 1 يونيو— يوم الطفل العالمي | 50000 كاربوفانيتس.        | 22 أكتوبر 1995 م    | 1000000      | إيفاخنينكو               |
| رقم 92              |        | ذكرى مرور 50 عاما الأمم المتحدة | 50000 كاربوفانيتس.        | 24 أكتوبر 1995 م    | 1000000      | ف. ليسنياك               |
| رقم 93              |        | ميخايلو هروشيفسكي (1866—1934) أول رئيس لأوكرانيا                                                                                          | 50000 كاربوفانيتس.        | 9 ديسمبر 1995 م     | 1000000      | شتانكو                   |
| رقم 94              |        | الذكرى السنوية المائة والخمسون لميلاد الكاتب المسرحي والممثل والمخرج والشخصية المسرحية الأوكرانية البارزة إيفان كاربينكو كاري (1845—1907) | 50000 كاربوفانيتس.        | 9 ديسمبر 1995 م     | 1000000      | شتانكو                   |
| رقم 95              |        | الذكرى المئوية الثانية لميلاد بافل يوزيف شافاريك [الإنجليزية] (1795—1861)                                                                 | 30000 كاربوفانيتس.        | 27 ديسمبر 1995 م    | 500000       | لوغفين                   |

## الإصدار الرابع من الطوابع القياسية (الدائمة)
| التسلسل في الكتالوج | الصورة | الوصف والمصادر                                                                                       | القيمة | تاريخ طرحها للتداول | كيمة الإصدار | المصمم                   |
| ------------------- | ------ | --- | ------ | ------------------- | ------------ | ------------------------ |
| رقم 96              |        | وسائل النقل الحضري: حافلة الترولي يومز ت1 [الأوكرانية] على خلفية الفندق منزل خريننيكوف [الإنجليزية]. | І      | 27 ديسمبر 1995 م    | كمية كبيرة   | فاسيل إيفانوفيتش دفورنيك |
| رقم 97              |        | وسائل النقل الحضري: ترام ل ت - 10 [الأوكرانية] على الخلفية جامعة لوغانسك الوطنية.                    | К      | 27 ديسمبر 1995 م    | كمية كبيرة   | فاسيل إيفانوفيتش دفورنيك |
| رقم 98              |        | وسائل النقل الحضري: حافلة لاز-5252 [التركية] على الخلفية جامعة لوغانسك الوطنية.                      | З      | 27 ديسمبر 1995 م    | كمية كبيرة   | فاسيل إيفانوفيتش دفورنيك |

## وصلات خارجية
- Каталог продукції Укрпошти نسخة محفوظة 12 مايو 2015 على موقع واي باك مشين. (بالأوكرانية)
- Nestor Publishers | Ukraine : 1995 نسخة محفوظة 2 يوليو 2015 at Archive.is (بالإنجليزية)